# Garches

Położenie Garches w ramach aglomeracji paryskiej

Garches – miejscowość i gmina we Francji, w regionie Île-de-France, w departamencie Hauts-de-Seine.
Według danych na rok 2012 gminę zamieszkiwało 17 818 osób, a gęstość zaludnienia wynosiła 6 527 osób/km². Wśród 1287 gmin regionu Île-de-France Garches plasuje się na 834. miejscu pod względem powierzchni.

## Współpraca
- Gröbenzell, Niemcy